# Doryctes infuscatus
Doryctes infuscatus är en stekelart som beskrevs av Belokobylskij, Iqbal och Austin 2004. Doryctes infuscatus ingår i släktet Doryctes och familjen bracksteklar. Inga underarter finns listade i Catalogue of Life.